# فنان الشعب الروسي
فنان الشعب الروسي هو لقب فخري وأعلى لقب يُمنح لمواطني الاتحاد الروسي، وجميعهم متميزون في الفنون التعبيرية، والذين يتمتعون بمزايا استثنائية في مجال تطوير الفنون التعبيرية (المسرح، الموسيقى، الرقص، السيرك، السينما ، وما إلى ذلك).

## روابط خارجية
- فنان الشعب الروسي على موقع IMDb (الإنجليزية)
- فنان الشعب الروسي على موقع IMDb (الإنجليزية)